# クリス・ロイド
クリス・ジョーイ・ロイド（Chris Joey Lloyd、1980年10月10日 ‐ ）は、アメリカ合衆国・ヒューストン出身でドミニカ国の陸上競技選手。専門は短距離走。100mで10秒33、200mで20秒31、400mで45秒40の自己ベストを持つ、100mと200mのドミニカ国記録保持者。
ドミニカ国出身の両親を持つ、アメリカ生まれアメリカ育ちのスプリンター。オリンピックや世界選手権などの世界大会では目立った実績を残せなかったが、2007年北中米カリブ選手権男子200mとパンアメリカン競技大会男子400mでは銅メダルを獲得している。

## 経歴
1998年に本格的に陸上競技を始める。
2007年7月中旬の北中米カリブ選手権男子200m決勝で20秒73（+1.8）をマークして銅メダルを獲得した。
2007年7月下旬のパンアメリカン競技大会男子400m決勝で45秒40をマークし、クリス・ブラウン（44秒85）とタイラー・クリストファー（45秒05）に次いで銅メダルを獲得した。これは陸上競技以外の全競技も含め、ドミニカ国がパンアメリカン競技大会で獲得した史上2つ目のメダルとなった。
2007年8月の大阪世界選手権男子400m予選で自己ベストに迫る45秒46をマークしたが、着順で準決勝に進出できる組3着とは0秒02差、タイムで拾われた最後の枠の選手とも0秒02差の組4着に終わり準決勝進出を逃した。
2008年3月のバレンシア世界室内選手権男子400m予選を46秒79の組2着で突破し、世界大会で初めて準決勝に進出した。準決勝では組3着までに入れば決勝に進出だったが、結果は46秒92の組4着に終わり、組3着とは同タイムながら決勝進出を逃した。
2008年8月の北京オリンピック男子200m1次予選で20秒90（-0.4）の組5着に終わり、着順で2次予選に進出できた組3着とは0秒05差、タイムで拾われた最後の枠の選手とは0秒01差で2次予選進出を逃した。

## 自己ベスト
記録欄の（　）内の数字は風速（m/s）で、+は追い風を意味する。
| 種目 | 記録          | 年月日        | 場所                 | 備考           |
| 屋外 | 屋外          | 屋外          | 屋外                 | 屋外           |
| ---- | ------------- | ------------- | -------------------- | -------------- |
| 100m | 10秒33 (+1.9) | 2008年5月3日  | ヒューストン         | ドミニカ国記録 |
| 200m | 20秒31 (+1.6) | 2008年5月3日  | ヒューストン         | ドミニカ国記録 |
| 300m | 32秒91        | 2007年6月8日  | ヴィルヌーヴ＝ダスク |                |
| 400m | 45秒40        | 2007年4月21日 | ローレンス           |                |
| 室内 |               |               |                      |                |
| 60m  | 6秒84         | 2008年1月18日 | ヒューストン         |                |
| 200m | 21秒27        | 2006年1月13日 | フェイエットビル     | ドミニカ国記録 |
| 400m | 46秒02        | 2008年2月16日 | バーミンガム         | ドミニカ国記録 |

## 主要大会成績
備考欄の記録は当時のもの
| 年   | 大会                                | 場所             | 種目    | 結果    | 記録            | 備考           |
| ---- | ----------------------------------- | ---------------- | ------- | ------- | --------------- | -------------- |
| 2002 | コモンウェルスゲームズ (en)         | マンチェスター   | 400m    | 2次予選 | 47秒91          |                |
| 2002 | コモンウェルスゲームズ (en)         | マンチェスター   | 4x400mR | 予選    | 3分16秒81 (1走) |                |
| 2003 | 中央アメリカ・カリブ選手権 (en)     | セントジョージズ | 400m    | 予選    | 46秒55          |                |
| 2003 | 中央アメリカ・カリブ選手権 (en)     | セントジョージズ | 4x100mR | 予選    | 40秒48 (3走)    | ドミニカ国記録 |
| 2003 | パンアメリカン競技大会 (en)         | サントドミンゴ   | 400m    | 予選    | 46秒53          |                |
| 2003 | パンアメリカン競技大会 (en)         | サントドミンゴ   | 4x100mR | 予選    | 40秒68 (2走)    |                |
| 2003 | 世界選手権                          | パリ             | 400m    | 予選    | 46秒74          |                |
| 2004 | 世界室内選手権                      | ブダペスト       | 400m    | 予選    | 47秒78          |                |
| 2004 | オリンピック                        | アテネ           | 400m    | 予選    | 47秒98          |                |
| 2005 | 中央アメリカ・カリブ選手権 (en)     | ナッソー         | 400m    | 予選    | 47秒20          |                |
| 2005 | 世界選手権                          | ヘルシンキ       | 400m    | 予選    | 47秒13          |                |
| 2006 | 世界室内選手権                      | モスクワ         | 400m    | 予選    | 47秒33          |                |
| 2006 | コモンウェルスゲームズ (en)         | メルボルン       | 400m    | 準決勝  | 46秒24          |                |
| 2006 | 中央アメリカ・カリブ海競技大会 (en) | カルタヘナ       | 200m    | 5位     | 21秒06 (+1.1)   |                |
| 2007 | 北中米カリブ選手権 (en)             | サンサルバドル   | 200m    | 3位     | 20秒73 (+1.8)   |                |
| 2007 | パンアメリカン競技大会 (en)         | リオデジャネイロ | 400m    | 3位     | 45秒40          |                |
| 2007 | 世界選手権                          | 大阪             | 400m    | 予選    | 45秒46          |                |
| 2008 | 世界室内選手権                      | バレンシア       | 400m    | 準決勝  | 46秒92          |                |
| 2008 | 中央アメリカ・カリブ選手権 (en)     | カリ             | 200m    | 5位     | 20秒85 (+0.5)   |                |
| 2008 | 中央アメリカ・カリブ選手権 (en)     | カリ             | 4x400mR | 8位     | 3分11秒06 (4走) | ドミニカ国記録 |
| 2008 | オリンピック                        | 北京             | 200m    | 1次予選 | 20秒90 (-0.4)   |                |